# Sarezzo
Sarezzo is een gemeente in de Italiaanse provincie Brescia (regio Lombardije) en telt 12.380 inwoners (31-12-2004). De oppervlakte bedraagt 17,6 km², de bevolkingsdichtheid is 683 inwoners per km².
De volgende frazioni maken deel uit van de gemeente: Zanano, Ponte Zanano, Noboli, Valle di Sarezzo.

## Demografie
Sarezzo telt ongeveer 4802 huishoudens. Het aantal inwoners steeg in de periode 1991-2001 met 5,5% volgens cijfers uit de tienjaarlijkse volkstellingen van ISTAT.
| Jaar | Inwoneraantal |
| ---- | ------------- |
| 1991 | 11.044        |
| 2001 | 11.652        |

## Geografie
Sarezzo grenst aan de volgende gemeenten: Brione, Gardone Val Trompia, Lumezzane, Marcheno, Polaveno, Villa Carcina.